# فريق (رتبة عسكرية)
الفريق (بالإنجليزية: Lieutenant General)، رتبة عسكرية عليا في سلك العسكرية في الجيش المعاصر. يحملها قادة الفيالق والفرق والهيئات وقد تكون إحدى الرتب العليا في عدة دول أخرى مثل السعودية ومصر والجزائر وغيرها، مدة البقاء في الرتبة : (بموجب أمر ملكي أو أميري أو رئاسي). ويسمى حامل الرتبة من القوات البحرية باسم فريق بحري (بالإنجليزية: Vice Admiral)، وحاملها من القوات الجوية فريق طيار (بالإنجليزية: Air Marshal).

## الرتب

### القوات البرية

القوات البرية المصرية
القوات المسلحة الأردنية
القوات المسلحة العراقية (قديمًا)
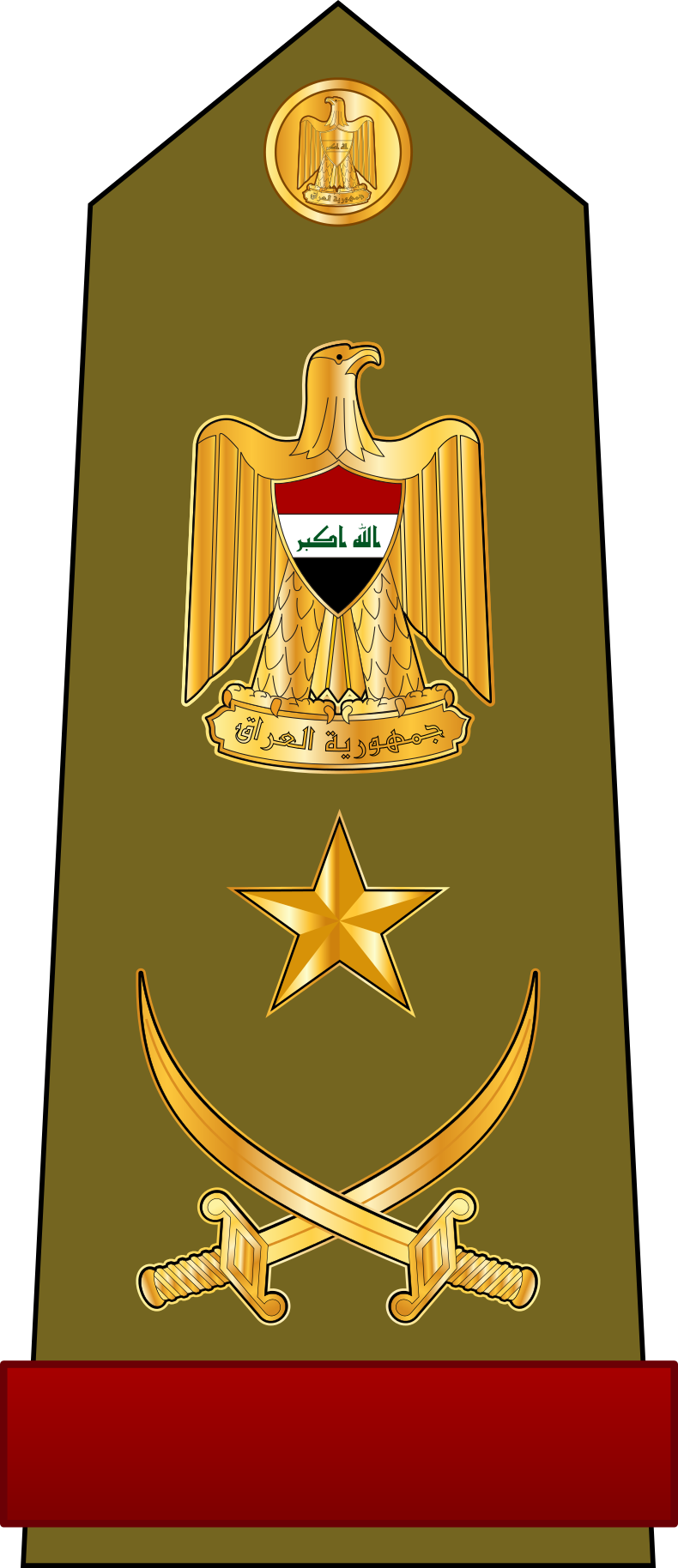
القوات المسلحة العراقية (بعد 2003)
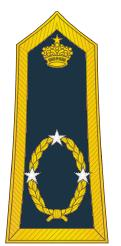
القوات المسلحة الملكية المغربية
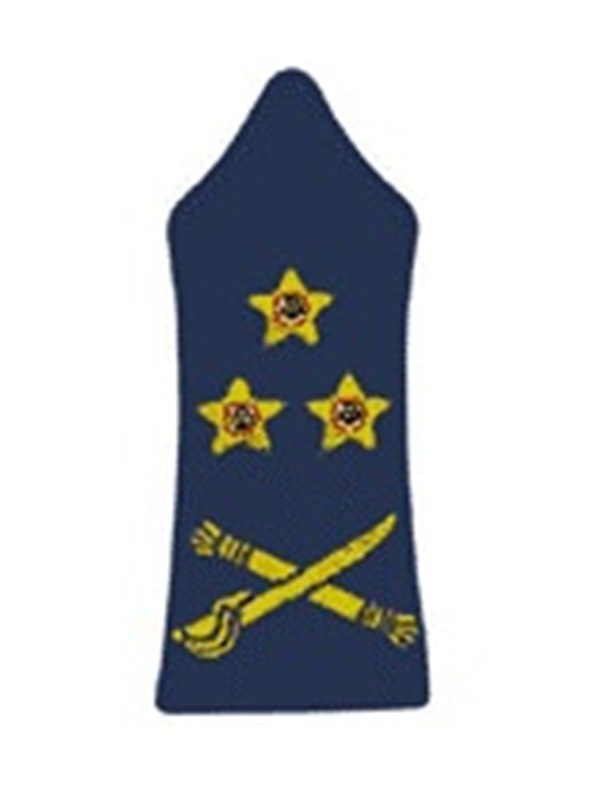
الجيش اللبناني
القوات المسلحة اليمنية
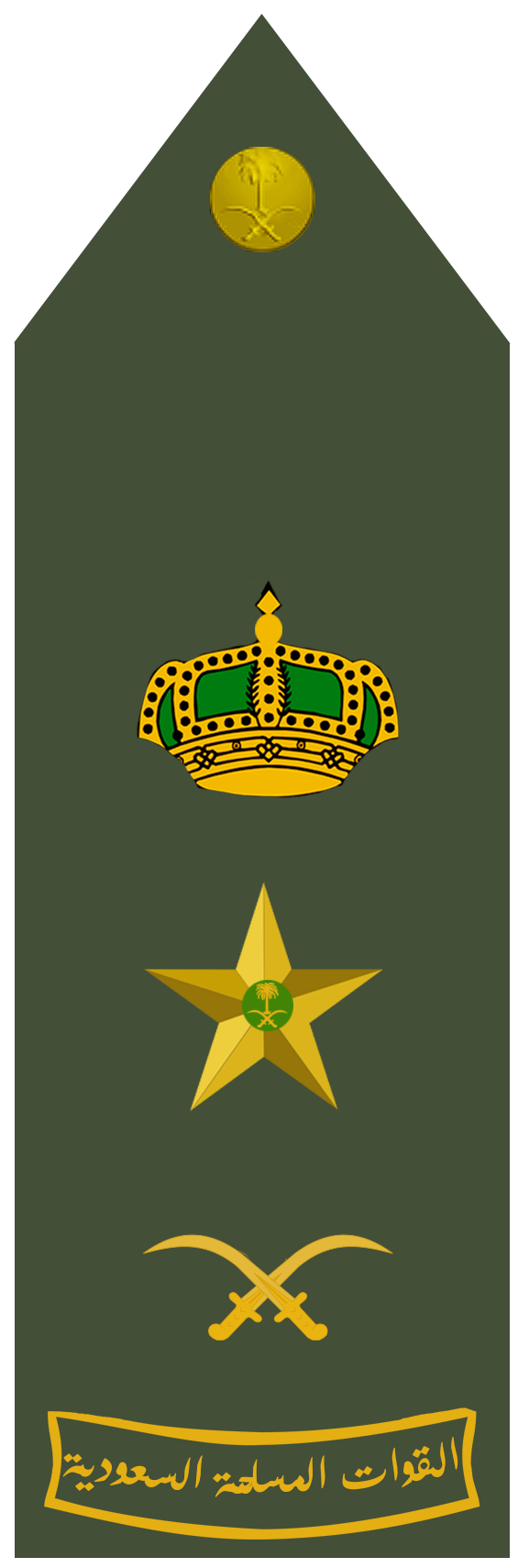
القوات المسلحة السعودية
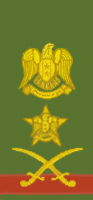
القوات المسلحة السورية
القوات المسلحة الصومالية
القوات المسلحة الامارتية

### القوات البحرية

القوات البحرية المصرية
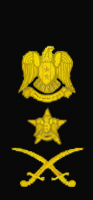
البحرية السورية
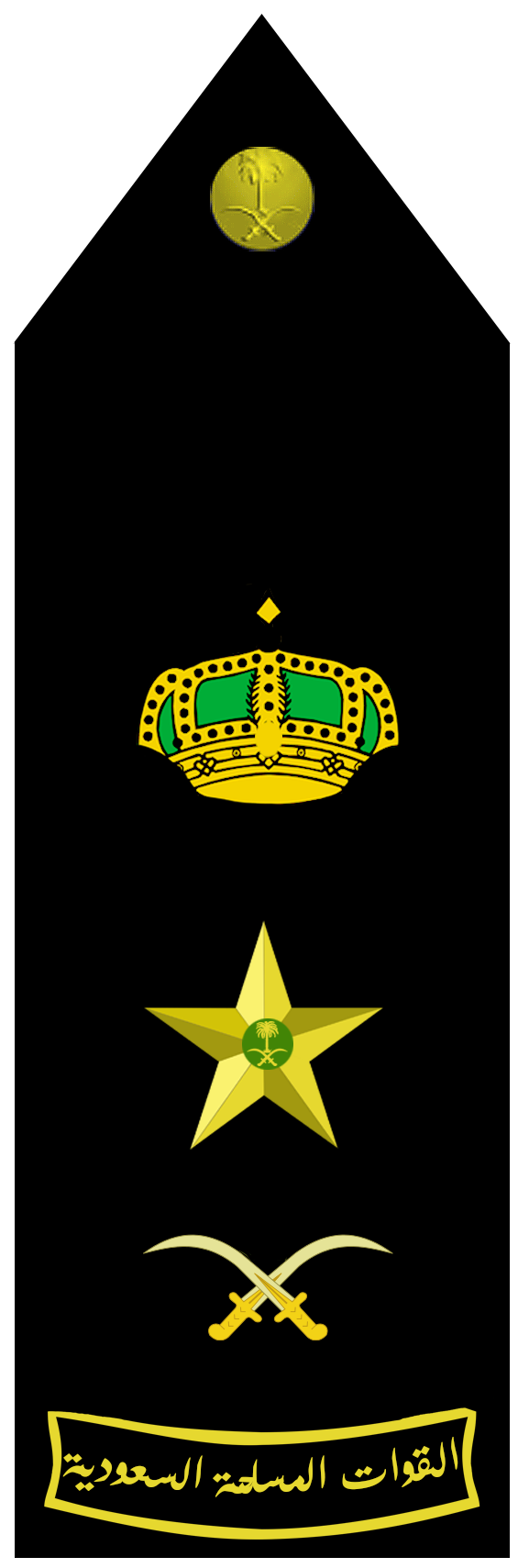
القوات البحرية السعودية
القوات البحرية الاماراتية

### القوات الجوية

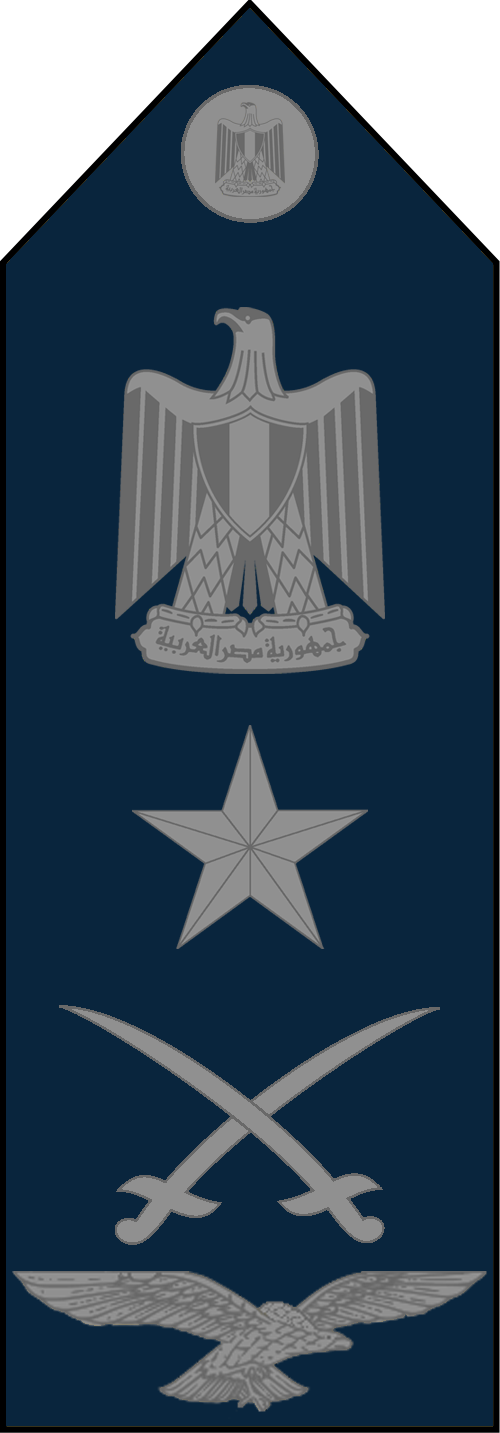
القوات الجوية المصرية
القوات الجوية العربية السورية
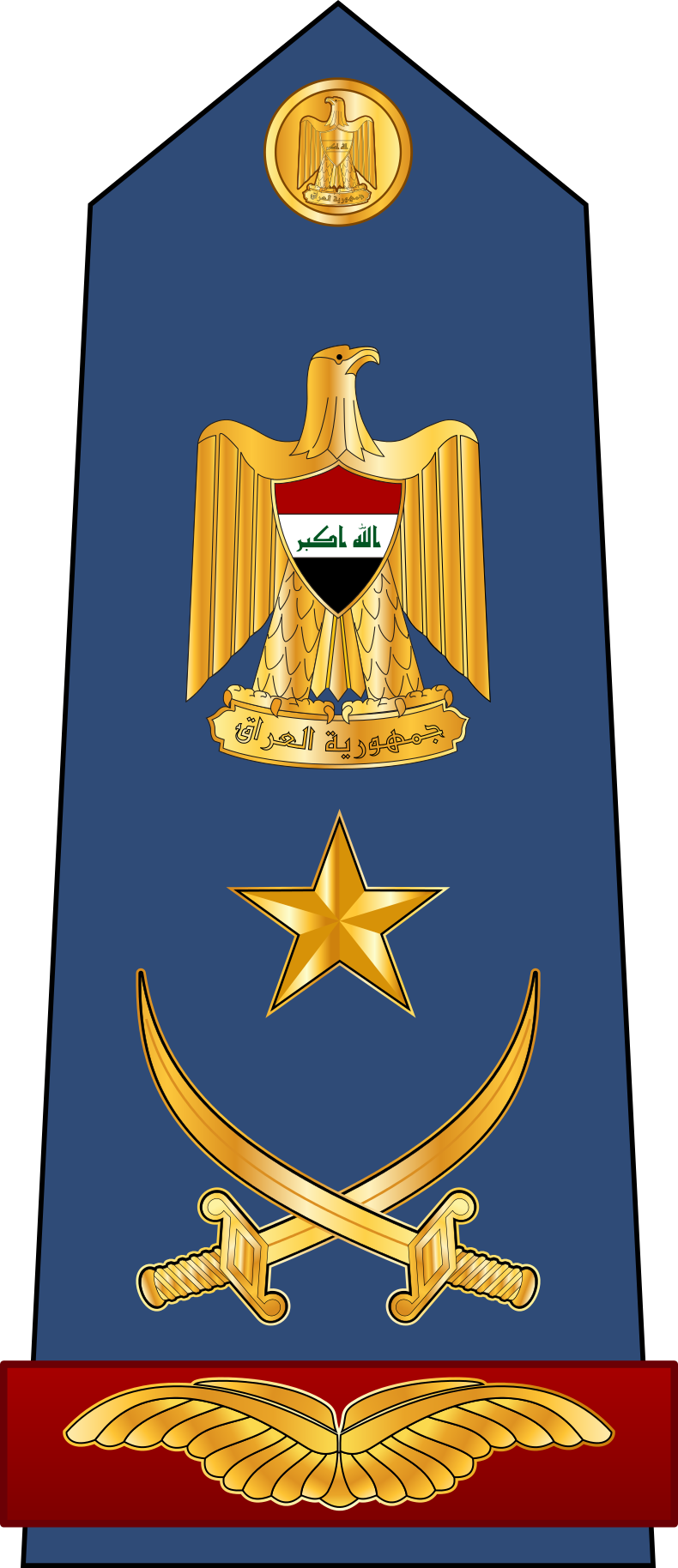
القوة الجوية العراقية
القوات الجوية اليمنية
القوات الجوية السعودية
القوات الجوية الاماراتية

### قوات الدفاع الجوي

قوات الدفاع الجوي المصرية
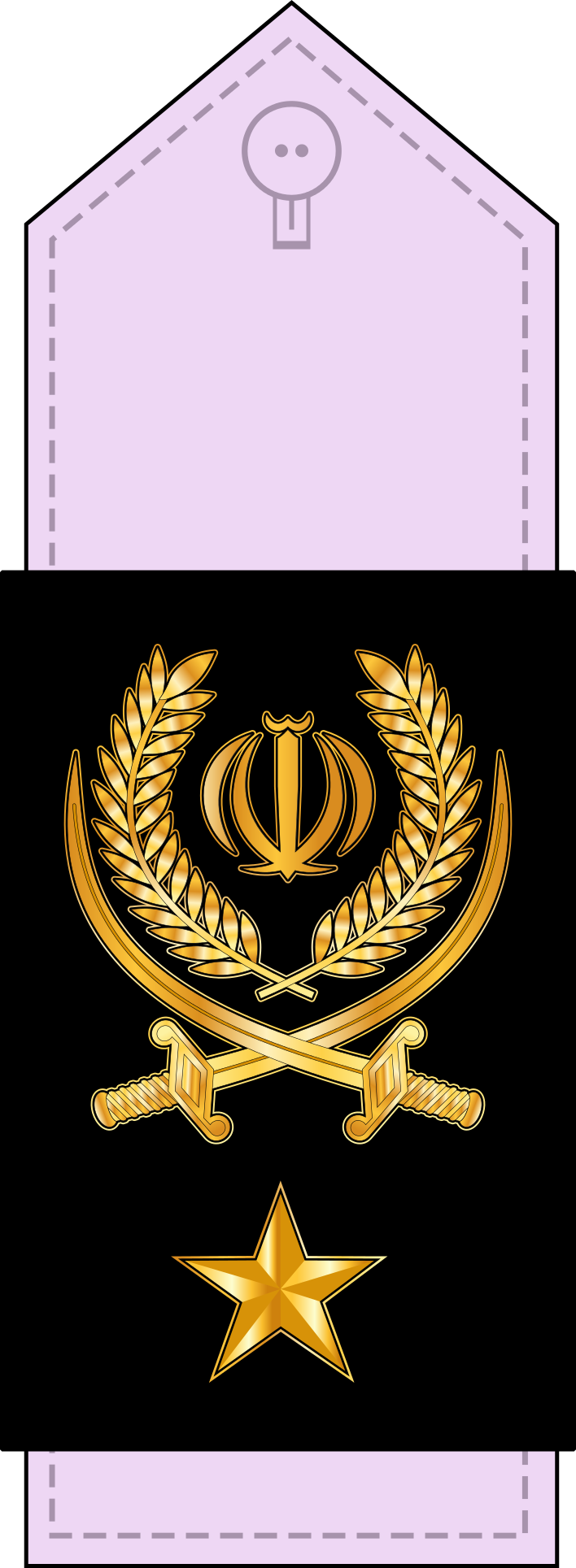
قوات الدفاع الجوي الايرانية

## أمثلة إقليمية
- المغرب: لواء الجيش
- سوريا: عماد.

## الحاصلون عليها

### الأردن
- الفريق بشير فلاح المجالي عضو مجلس وزراء الداخلية العرب ومدير المكتب العربي.
- الفريق حسين الحواتمة مدير الأمن العام

### اليمن
- كان الرئيس عبد ربه منصور هادي برتبة فريق عندما كان نائباً للرئيس (1994-2012).
- الفريق علي محسن الأحمر عين في 2016 نائباً للقائد الأعلى للقوات المسلحة.
- الفريق محمد علي المقدشي وزير الدفاع السابق مستشار القائد الأعلى للقوات المسلحة.
- الفريق بحري عبد الله سالم النخعي رئيس هيئة الأركان العامة السابق قائد القوات البحرية والدفاع الساحلي.
- الفريق صغير حمود أحمد عزيز رئيس هيئة الأركان العامة.
- الفريق محسن محمد الداعري وزير الدفاع.

### العراق
- الفريق الركن د . علي فكري حسن عبدالكريم النجار مفتش عام وزارة الدفاع .
- الفريق الركن عبد الوهاب الساعدي قائد قوات جهاز مكافحة الإرهاب في القوات المسلحة العراقية.

### ليبيا
- الفريق ركن ابوبكر يونس جابر وزير الدفاع الليبي في عهد الرئيس السابق معمر القذافي.
- الفريق خليفة حفتر القائد العام للقوات المسلحة العربية الليبية.
- الفريق عبد الرازق الناظوري رئيس الأركان الليبي.
- الفريق عمر المسماري.
- الفريق ونيس بوخمادة رتبة شرفية تحصل عليها بعد وفاته من قبل البرلمان الليبي تقديراً لجهوده الكبيرة في محاربة الإرهاب.

### الصومال
- الفريق محمد علي سمتر قائد القوات المسلحة الصومالية ووزير الدفاع ورئيس وزراء الصومال في عهد الرئيس محمد سياد بري
- الفريق بشير محمد جامع مدير وكالة المخابرات والأمن الوطني وقائد مصلحة السجون في الصومال